# Górnośląska Brygada WOP

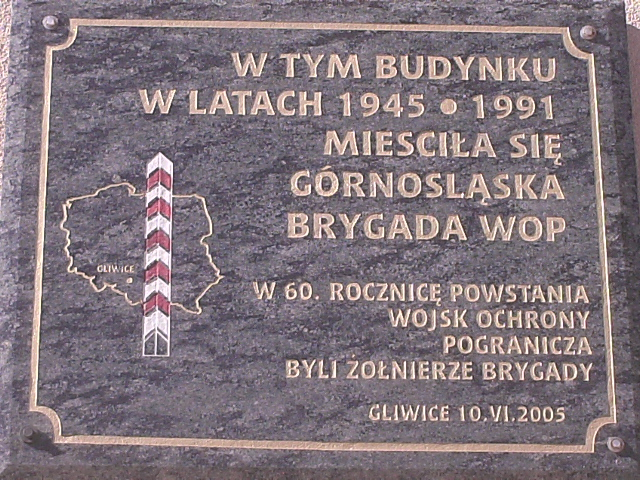
Tablica pamiątkowa umieszczona na ścianie budynku byłego sztabu GB WOP w Gliwicach (marzec 2008)

Górnośląska Brygada Wojsk Ochrony Pogranicza (GB WOP) – zlikwidowana brygada Wojsk Ochrony Pogranicza pełniąca służbę na granicy polsko-czechosłowackiej.

## Formowanie i zmiany organizacyjne

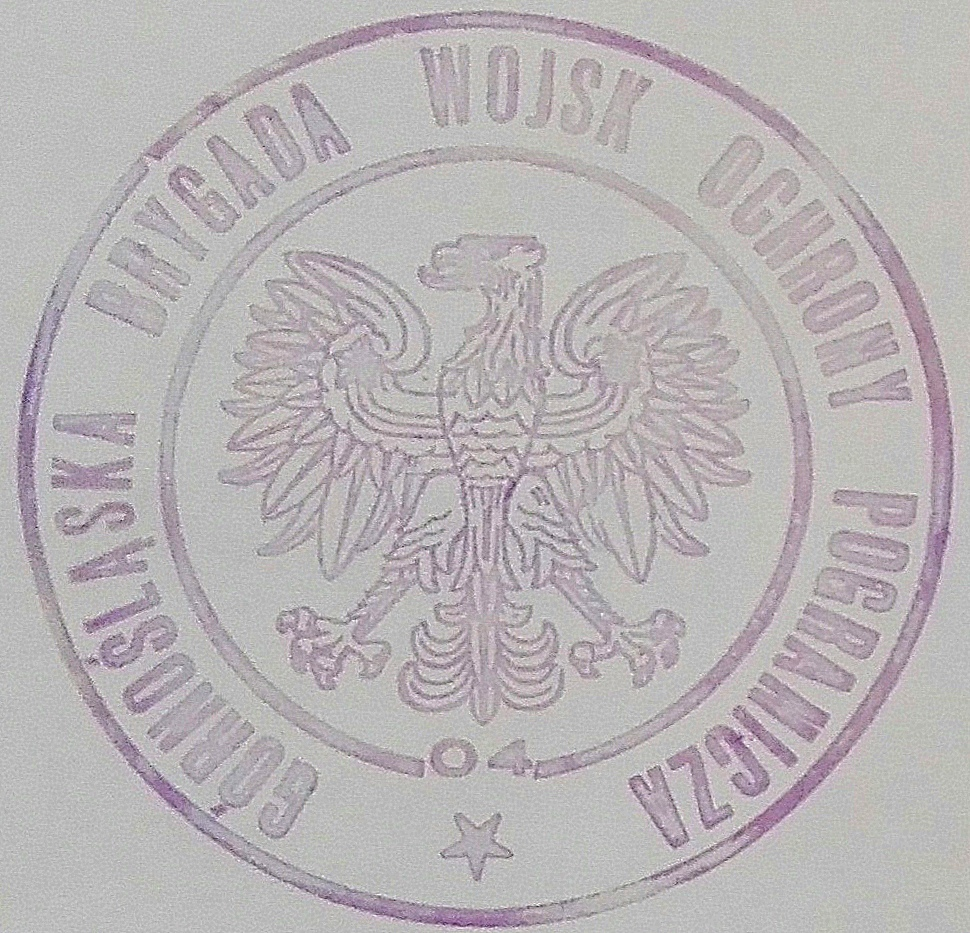
Pieczęć okrągła Górnośląskiej Brygady Wojsk Ochrony Pogranicza

4 Górnośląska Brygada WOP została sformowana na podstawie zarządzenia Nr 075/58 Ministra Spraw Wewnętrznych z dnia 22 kwietnia 1958 na bazie 4 Brygady WOP. Sztab brygady stacjonował w Gliwicach ul. Nowotki obecnie Daszyńskiego 56 z podległością Dowództwu WOP.

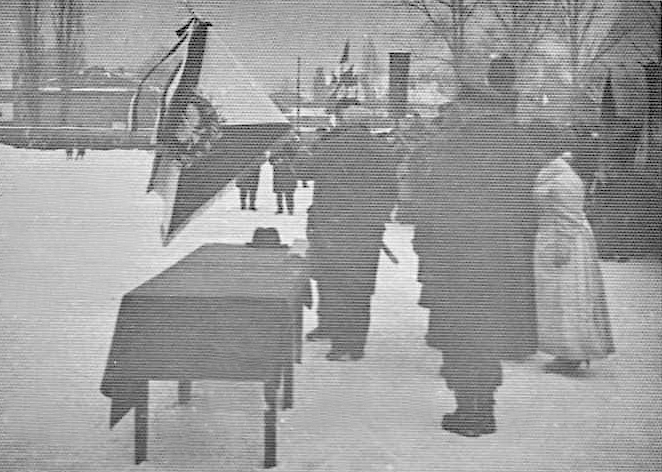
Przekazanie brygadzie nowego sztandaru (21 stycznia 1963)

W 1962 wprowadzono nowy plan mobilizacyjny PM–62. Zakładał on na wypadek wojny znaczne rozwinięcie jednostki. Zgodnie z etatem czasu „P”, na dzień 1 lipca 1965 Brygada liczyła 2605 żołnierzy, a etat czasu „W” przewidywał 4032 żołnierzy. W ramach zadań mobilizacyjnych jednostka formowała 14 Brygadę WSW Frontu o stanie 2125 żołnierzy.
21 stycznia 1963 społeczności województw śląskiego i opolskiego ufundowały brygadzie nowy sztandar. W imieniu Ministerstwa Spraw Wewnętrznych, aktu wręczenia dokonał wiceminister gen. bryg. Franciszek Szlachcic. Sztandar odebrał dowódca brygady płk Bolesław Bonczar.

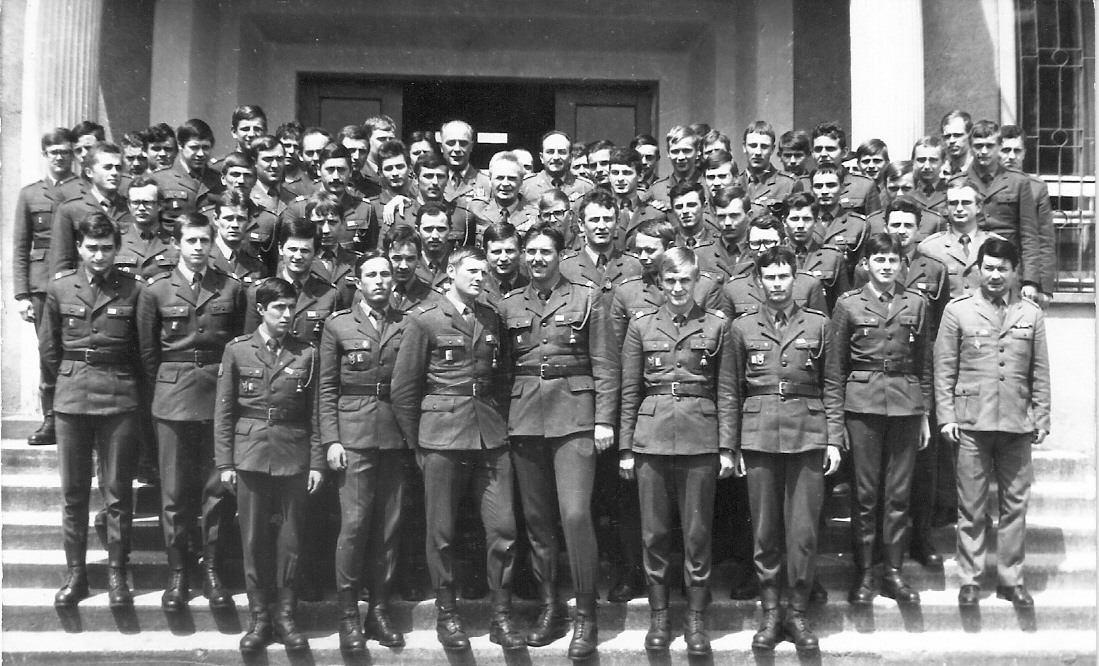
Żołnierze i d-ca GB WOP płk Bolesław Bonczar oraz płk Zdzisław Mossóczy, płk Izydor Jałoszyński, mjr Kołsut, mjr Wojdak... – Zlot Przodowników Służby GB WOP, Gliwice (maj 1978)

4 października 1983 Rada Państwa nadała Brygadzie Order Sztandaru Pracy II klasy. Aktu dekoracji sztandaru dokonał Wiceminister MSW, szef Wojsk Wewnętrznych gen.dyw. Lucjan Czubiński w obecności dowódcy WOP gen. bryg. Feliksa Stramika.
9 września 1989 w czasie uroczystej przysięgi żołnierzy brygady w Raciborzu, brygadzie wręczono nowy sztandar ufundowany przez zakłady pracy i społeczeństwo pogranicza. Aktu wręczenia sztandaru dokonał d-ca WOP gen. dyw. Feliks Stramik, a sztandar przyjął d-ca brygady, płk dypl. Tadeusz Jagodziński.
Górnośląska Brygada WOP funkcjonowała do 15 maja 1991.
Zarządzeniem nr 012 Komendanta Głównego Straży Granicznej z 7 maja 1991 w sprawie rozwiązania jednostek WOP oraz utworzenia jednostek organizacyjnych Straży Granicznej Minister Spraw Wewnętrznych polecił z dniem 16 maja 1991 rozwiązać Górnośląską Brygadę WOP w Gliwicach istniejącą według etatu nr 44/089 o stanie osobowym na okres „W” 2115 żołnierzy i 68 pracowników cywilnych oraz na okres „P” 1379 żołnierzy i 79 pracowników cywilnych. Na jej bazie powstały dwa oddziały Straży Granicznej: Beskidzki w Cieszynie i Śląski w Raciborzu. Oddziałom zostały przydzielone nazwy związane z regionem, w którym działały.

## Struktura organizacyjna
Struktura organizacyjna 4 Górnośląskiej Brygady WOP podano za: Stefan Gacek: Górnośląska Brygada WOP. Rys historyczny 1945–1991. s. 11–12, 14–16, 19–25.
- Dowództwo i sztab 4 Górnośląskiej Brygady WOP – Gliwice
- pododdziały dowodzenia i obsługi
- 42 batalion WOP Cieszyn
- 43 batalion WOP Racibórz
- 44 batalion WOP Głubczyce – rozformowany w 1961[d][e]
- 45 batalion WOP Prudnik
- Batalion odwodowy
- Szkoła podoficerska – rozwiązana w 1967
- Graniczne placówki kontrolne:

1. Cieszyn – kolejowa i drogowa
2. Zebrzydowice – kolejowa
3. Chałupki – drogowa i kolejowa
4. Pietrowice – drogowa
5. Głuchołazy – kolejowa i drogowa

Stan etatowy brygady wynosił 2645 wojskowych.
W 1963 dowódca WOP nakazał skrócić odcinek 3 Karpackiej Brygady WOP i ustalił linię rozgraniczenia między karpacką a górnośląską brygadą na granicy województw krakowskiego i katowickiego. Nakazał też 1 stycznia 1964 przekazać strażnice WOP: Krężelka, Jaworzynka i Poniwiec Górnośląskiej Brygadzie WOP. Termin zmieniono na 1 października 1963. Strażnice włączono w struktury batalionu WOP Cieszyn.
1 lipca 1965 WOP podporządkowano Ministerstwu Obrony Narodowej, Dowództwo WOP przeformowano na Szefostwo WOP z podległością Głównemu Inspektoratowi Obrony Terytorialnej. Do MSW odeszła cała kontrola ruchu granicznego oraz ochrona GPK. Tym samym naruszono jednolity system ochrony granicy.
1 października 1971 WOP został podporządkowany pod względem operacyjnym, a 1 stycznia 1972 pod względem gospodarczym MSW. Do WOP powrócił cały pion kontroli ruchu granicznego wraz z przejściami granicznymi. Przywrócono jednolity system ochrony granicy państwowej.
W lutym 1976, związku z nowym podziałem administracyjnym kraju 34 Batalion WOP wraz z 5. placówkami został włączony w struktury organizacyjne 4 Górnośląskiej Brygady WOP.
Górnośląska brygada ochraniała odcinek granicy państwowej o długości 439,9 km, powierzchnia wynosiła 6650 km²:
- Włącznie znak graniczny nr II/82 (Lipnica Wielka), wyłącznie znak gran. nr IV/200 (Złoty Stok).
- Zasięg terytorialny:
  - Obszar województw: bielskiego, katowickiego i opolskiego.

Układ organizacyjny przed reorganizacją w 1976
- Dowództwo i sztab 4 Górnośląskiej Brygady WOP – Gliwice[f]
  - dowódca – płk Bolesław Bonczar
  - szef sztabu zastępca d-cy – płk Czesław Ferenc, płk Zdzisław Mossóczy
  - zastępca ds. liniowych – płk Wojciech Piekarski
  - zastępca ds. politycznych – płk Izydor Jałoszyński
  - zastępca ds. zwiadu – płk Władysław Tarała
  - szef służb technicznych – płk Stanisław Mirkowski
  - kwatermistrz – płk Bohdan Morawiński
- pododdziały dowodzenia i obsługi
  - kompania ochrony
  - kompania łączności
  - kompania samochodowa
  - pluton saperów
  - orkiestra
- batalion odwodowy
- 34 batalion WOP Żywiec
- 42 batalion WOP Cieszyn
- 43 batalion WOP Racibórz
- 45 batalion WOP Prudnik
- Graniczne placówki kontrolne – bez zmian.

Układ organizacyjny po kwietniu 1976

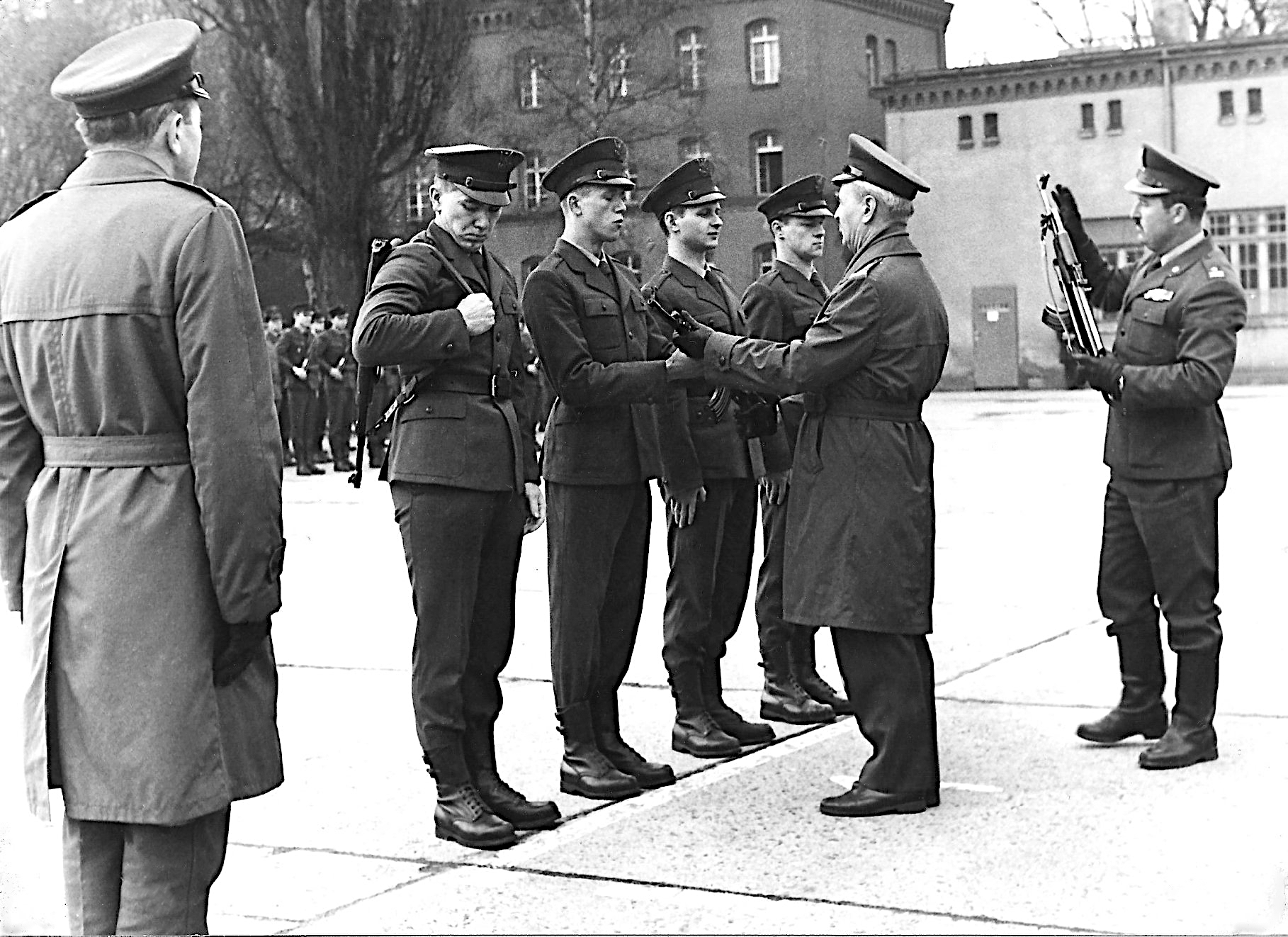
Wręczenie broni żołnierzom rozpoczynającym służbę wojskową w GB WOP. Wręcza płk Bolesław Bonczar (dowódca GB WOP). Tyłem stoi płk Zdzisław Mossóczy (szef sztabu GB WOP), a podaje broń mjr Bąk (dowódca kompanii) (kwiecień 1979)

W kwietniu 1976 brygada przeszła na dwuszczeblowy system dowodzenia. Rozformowano bataliony graniczne, strażnice podporządkowane zostały bezpośrednio pod sztab brygady. W miejsce batalionów granicznych sformowano:
- samodzielna kompania odwodowa w Żywcu – 07.1977 przeniesiona do sztabu brygady[14]
- batalion szkolno-odwodowy w Cieszynie – od 12.10.1983 Jednostka Wojsk Ochrony Pogranicza im. „Ziemi Cieszyńskiej”[16]
- batalion odwodowy w Raciborzu
- Ośrodek Szkolenia Górnośląskiej Brygady WOP w Prudniku
- Placówki i strażnice podległe bezpośrednio pod sztab brygady:

1. Placówka WOP Zawoja
2. Placówka WOP Korbielów
3. Placówka WOP Soblówka
4. Placówka WOP Rycerka
5. Placówka WOP Zwardoń
6. Placówka WOP Jaworzynka
7. Placówka WOP Wisła
8. Placówka WOP Poniwiec
9. Strażnica WOP Leszna Górna
10. Strażnica WOP Cieszyn
11. Strażnica WOP Pogwizdów
12. Strażnica WOP Zebrzydowice
13. Strażnica WOP Skrbeńsko
14. Strażnica WOP Godów
15. Strażnica WOP Gorzyce
16. Strażnica WOP Chałupki
17. Strażnica WOP Owsiszcze[g]?
18. Strażnica WOP Krzanowice
19. Strażnica WOP Kietrz
20. Strażnica WOP Ściborzyce
21. Strażnica WOP Pilszcz
22. Strażnica WOP Bliszczyce
23. Strażnica WOP Krasne Pole
24. Strażnica WOP Równe
25. Strażnica WOP Pomorzowice
26. Strażnica WOP Krzyżkowice
27. Strażnica WOP Trzebina
28. Strażnica WOP Pokrzywna
29. Strażnica WOP Konradów
30. Strażnica WOP Gierałcice
31. Strażnica WOP Jasienica Górna
32. Strażnica WOP Gościce.

W 1976 zniesiona została numeracja brygad WOP. Wówczas to Zarządzeniem D WOP z 17 lutego 1976 i 25 lipca 1976 przyjęto tylko nazwę „regionalną” Górnośląska Brygada Wojsk Ochrony Pogranicza.
13 grudnia 1981, po wprowadzeniu stanu wojennego na terytorium w kraju dowódca Brygady wewnętrznym rozkazem w miejscu stacjonowania poszczególnych batalionów, utworzył tzw. „wysunięte stanowiska dowodzenia” (zalążek przyszłych batalionów granicznych), którym podporządkował strażnice znajdujące się na odcinkach dawnych batalionów granicznych. Brygada wykonywała zadania ochrony granicy i bezpieczeństwa państwa wynikające z dekretu o wprowadzeniu stanu wojennego.
Układ organizacyjny 2. poł. 1984

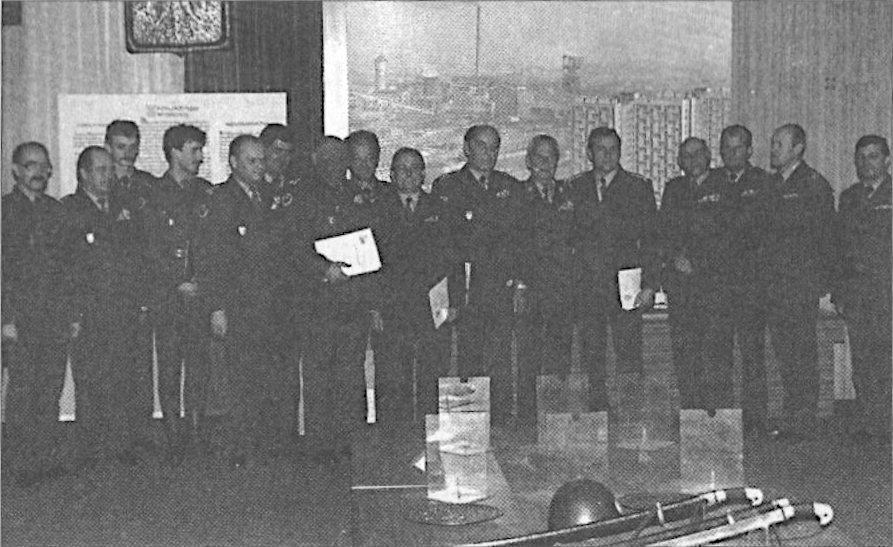
Pożegnanie odchodzących do rezerwy. Od lewej: 1. por. Jerzy Zimowski, 2. płk Stanisław Mikulski, 3. ppor. Rafał Konarski, 5. płk Stefan Gacek, 6. kpt. Janusz Majewski, 7. ppłk Tadeusz Protazy, 9. mjr Mirosław Musiał, 11. gen. bryg. Bolesław Bonczar, 14. ppłk Zbigniew Gniediuk (listopad 1987)

W 2. połowie 1984 w wyniku reorganizacji Wojsk Ochrony Pogranicza ponownie utworzono bataliony graniczne podległe pod sztab Brygady.
Układ organizacyjny przedstawiał się następująco:
- Dowództwo brygady[18]:
  - dowódca – gen. bryg. Bolesław Bonczar[h], płk dypl. Tadeusz Jagodziński
  - szef sztabu zastępca d-cy – ppłk/płk Stefan Gacek[19]
  - zastępca ds. politycznych – płk Stanisław Mikulski[i][20], mjr mgr Kazimierz Malinowski
  - zastępca ds. zwiadu – płk Władysław Tarała[j], płk Jan Falana
  - zastępca ds. techniki i zaopatrzenia – płk Jan Pawlik[k], płk inż. Zdzisław Raczyński
- batalion odwodowy
- Batalion graniczny kadrowy GB WOP w Żywcu – do.10.1990
- Batalion graniczny GB WOP w Cieszynie
- Batalion graniczny GB WOP w Raciborzu – 8.06.1986–16.04.1990 im. „Bohaterów Powstań Śląskich”
- Batalion graniczny GB WOP w Prudniku – do 31.10.1990
- Składnica materiałowa WOP Głubczyce
- Graniczne placówki kontrolne – bez zmian.

Układ organizacyjny w maju 1991:
- Dowództwo brygady[21]:

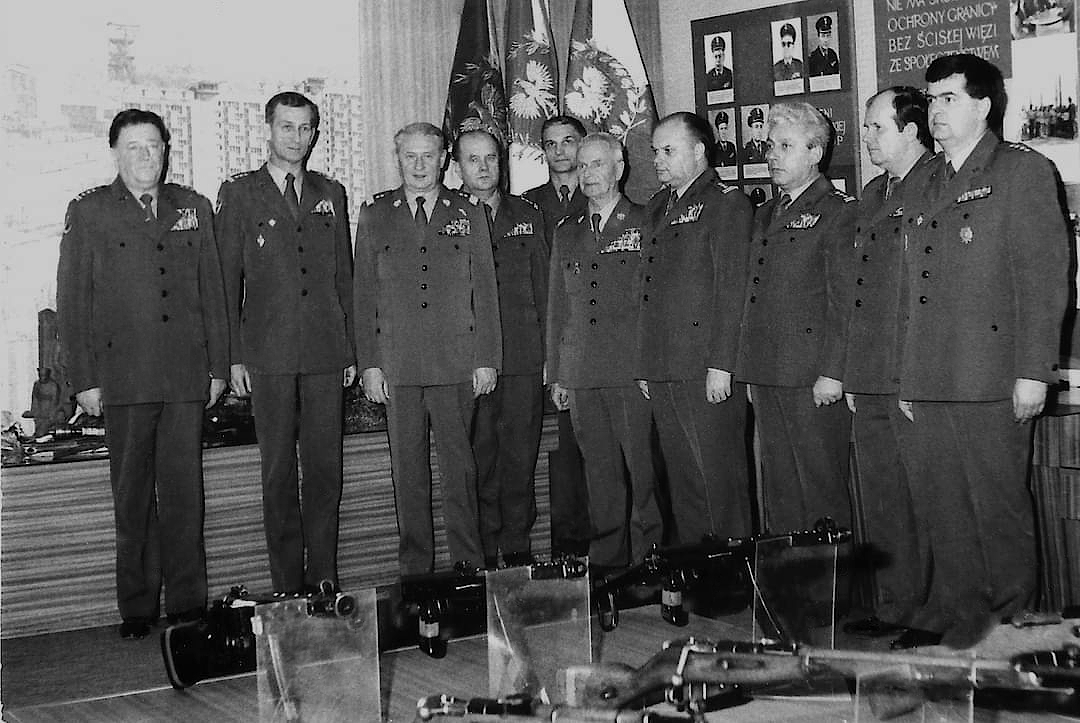
W sali tradycji, od lewej: 1. płk Władysław Tarała (zastępca d-cy brygady ds zwiadu), 2. płk Tadeusz Jagodziński (obejmujący obowiązki d-cy brygady), 3. gen. dyw. Feliks Stramik (d-ca WOP), 4. płk Jan Pawlik (z-ca d-cy brygady ds techniki i zaopatrzenia), 5. mjr Kazimierz Malinowski (z-ca d-cy brygady ds politycznych), 6. gen. bryg. Bolesław Bonczar (zdający obowiązki d-cy brygady), 7. płk Stefan Gacek (szef sztabu brygady), 8. płk Ignacy Górski (szef WSW w brygadzie), 9. ppłk Zbigniew Gniediuk (szef wydziału operacyjnego brygady), 10. kpt. Janusz Majewski (I sekretarz PZPR brygady) (20 stycznia 1989)

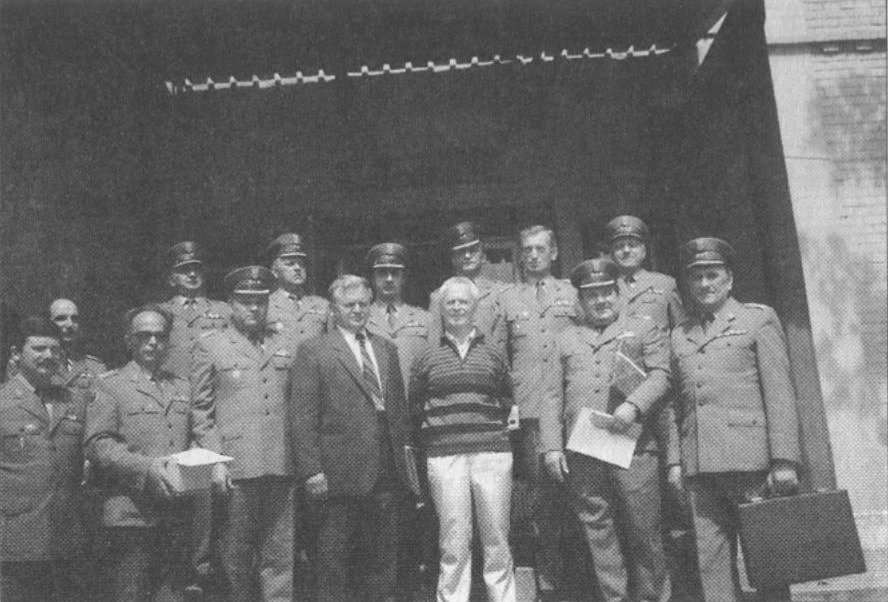
Pożegnanie z wojskiem, mundurem i brygadą (31 maja 1991)

  - dowódca – płk dypl. Tadeusz Jagodziński
  - szef sztabu zastępca d-cy – płk mgr Stefan Gacek
  - zastępca ds. wychowawczych – ppłk mgr Kazimierz Malinowski
  - zastępca ds. zwiadu – płk Jan Falana
  - zastępca ds. techniki i zaopatrzenia – płk inż. Zdzisław Raczyński
  - starszy radca prawny – ppłk mgr Bolesław Kaczyński
  - kierownik sekcji kadr – ppłk Stanisław Frelak
- Batalion graniczny GB WOP w Cieszynie
- Kompania zabezpieczenia w Raciborzu
- Kompania zabezpieczenia w Prudniku
- Składnica materiałowa GB WOP w Głubczycach
- Strażnice podległe bezpośrednio pod sztab brygady:

1. Strażnica WOP Chałupki
2. Strażnica WOP Krzanowice
3. Strażnica WOP Kietrz
4. Strażnica WOP Pilszcz
5. Strażnica WOP Krasne Pole
6. Strażnica WOP Pomorzowice
7. Strażnica WOP Trzebina
8. Strażnica WOP Konradów
9. Strażnica WOP Gierałcice

- Graniczne placówki kontrolne:

1. Graniczna Placówka Kontrolna Cieszyn
2. Graniczna Placówka Kontrolna Zebrzydowice
3. Graniczna Placówka Kontrolna Chałupki
4. Graniczna Placówka Kontrolna Pietrowice
5. Graniczna Placówka Kontrolna Głuchołazy.

## Wydarzenia
- 1958 – maj rozformowano strażnicę WOP Jarnołtówek w batalionie Prudnik[22].
- 1959/60 – dowództwo WOP udostępniło konie na potrzeby filmu Aleksandra Forda na podstawie powieści Krzyżacy Henryka Sienkiewicza „Krzyżacy”. W filmie brały również udział konie z brygady.
- 1964 – rozformowano strażnicę WOP IV kategorii Krężelka o stanie 27 wojskowych[23].
- 1965 – 21 marca brygadę wizytował ówczesny Kierownik Artystyczny Zespołu Pieśni i Tańca Warszawskiego Okręgu Wojskowego Leopold Kozłowski (kompozytor piosenki, poeta) Tadeusz Śliwiak (autor piosenki) oraz solistka zespołu Bronisława Baranowska, która na Festiwalu piosenki w Sopocie piosenką „Dziewczyna WOP-isty” zajęła III miejsce[24].
- Lata 60. – żołnierze, kadra i pracownicy cywilni pomagali przy budowie nowego budynku szkoły podstawowej, pomnika „1000 lecia Państwa Polskiego” w Pomorzowiczkach i w Skłobach. Szkoła otrzymała imię „Żołnierzy Górnośląskiej Brygady WOP”[25].
- 1966 – dokonał inspekcji brygady Marszałek Polski Marian Spychalski[26].
- 1972 – dowódca WOP gen. bryg. Czesław Stopiński wręczył sztandar Szkole Podstawowej nr 3 im. „Wojsk Ochrony Pogranicza” w Głubczycach[22].
- 1972 – brygadę i batalion WOP Cieszyn wizytowała delegacja pograniczników Ludowej Republiki Bułgarii. Strażnica WOP Zebrzydowice otrzymała medal pamiątkowy „Dymitrowa”[22].
- 1972 – brygadę wizytował minister spraw wewnętrznych Wiesław Ociepka w towarzystwie d-cy WOP gen. bryg. Czesława Stopińskiego[27].
- 1973 – w walce z pryszczycą na kolejowym przejściu granicznym Chałupki-Bohumin, brała udział służba chemiczna brygady. Dokonano dezynfekcji 11 tys. wagonów[27].
- 1974 – brygadę wizytował wiceminister spraw wewnętrznych gen. bryg. Tadeusz Pietrzak i d-ca WOP gen. bryg. Czesław Stopiński[27].
- 1974 – rozformowano strażnicę WOP Ruptawa w batalionie Cieszyn[26].
- 1975 – rozformowano strażnicę WOP Jarnołtów w batalionie Prudnik[26].
- 1976 – rozformowano strażnicę WOP Trzebinia, przemianowano ją na ośrodek szkolenia podległy Ośrodkowi Szkolenia GB WOP[28].
- 1976 – 17 lutego 34 Batalion WOP został włączony w struktury organizacyjne brygady[14].
- 1976 – kwiecień, rozformowano bataliony graniczne, strażnice podporządkowane zostały bezpośrednio pod sztab brygady[14].
- 1976 – zniesiona została numeracja brygad WOP. Wówczas to przyjęto tylko nazwę „regionalną” Górnośląska Brygada Wojsk Ochrony Pogranicza[28].
- 1977 – w Gliwicach odbyły się eliminacje konkursu piosenki żołnierskiej, I miejsce zajął plut. Ryszard Jędras[29].
- 1979 – żołnierze brygady brali udział w zabezpieczeniu wizyty Ojca Świętego Jana Pawła II. Zgrupowanie było zorganizowane w okolicach Oświęcimia, d-cą zgrupowania został ppłk dypl. Józef Mróz[30].
- 1979 – 10 czerwca w 34. rocznicę powstania Wojsk Ochrony Pogranicza, Hufiec ZHP im. „Górnośląskiej Brygady WOP” otrzymał sztandar ufundowany przez Radę Przyjaciół Harcerstwa i żołnierzy WOP. Wcześniej Uchwałą Miejsko-Gminnej Rady Narodowej w Głuchołazach, nadano Hufcowi imię „Górnośląskiej Brygady WOP”[31].

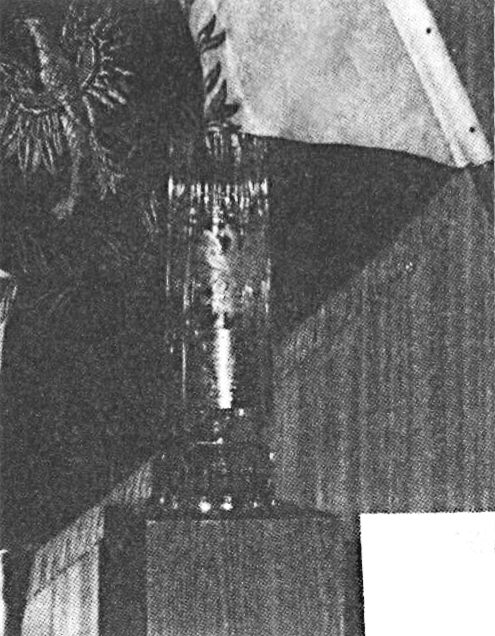
Puchar za zajęcie I miejsca we współzawodnictwie brygad WOP (1980)

- 1980 – brygada zdobyła Puchar za zajęcie I miejsca we współzawodnictwie brygad WOP.
- 13 grudnia 1981–22 lipca 1983 – (stan wojenny w Polsce), cały wysiłek służb przede wszystkim strażnic i GPK, skierowano na ochronę granicy oraz utrzymanie porządku i bezpieczeństwa w strefie nadgranicznej, współpracując ściśle z organami milicji i Służby Bezpieczeństwa. W strażnicach normę służby granicznej dla żołnierzy podwyższono z 8 do 12 godzin na dobę. Po wprowadzeniu ograniczeń w ruchu granicznym część niewykorzystanej kadry GPK przerzucono do strażnic w celu wspomożenia bezpośredniej ochrony granicy. Patrole wysyłane w teren zostały wzmocnione. Wyeliminowano służby składające się z jednego żołnierza. Ścisłą kontrolą objęto całą strefę nadgraniczną, sięgając niekiedy głębiej. Niektóre szlaki turystyczne zostały zamknięte, a ruch w strefie nadgranicznej został znacznie ograniczony. W stan gotowości były postawione wszystkie pododdziały odwodowe. Dla umocnienia bezpieczeństwa w strefie nadgranicznej organizowano stałe akcje penetracyjne terenu przez wszystkie służby, zwłaszcza lotne patrole na motocyklach lub samochodach osobowo-terenowych. Mimo utrudnionych warunków nie zaprzestano współpracy z ludnością pogranicza[32].
- 1983 – na wniosek Wojewody Bielskiego minister spraw wewnętrznych nadał batalionowi granicznemu GB WOP w Cieszynie nazwę „Jednostka Wojsk Ochrony Pogranicza im. Ziemi Cieszyńskiej”[5].
- 1984 – brygadę odwiedził płk Wasilij Chomienko, oficer Wojska Polskiego i Armii Czerwonej, biorący udział w tworzeniu 10 Katowickiego Oddziału WOP[33].
- 1985 – batalion graniczny GB WOP w Cieszynie im. „Ziemi Cieszyńskiej” otrzymał z rąk wiceministra MSW Andrzeja Gduli, sztandar ufundowany przez mieszkańców Ziemi Cieszyńskiej[33].
- 1985 – w spartakiadzie „40-lecia WOP”, brygada zajęła I miejsce oraz puchar na własność[34].
- 1986 – batalion Racibórz im. „Bohaterów Powstań Śląskich” otrzymał sztandar z rąk d-cy WOP gen. dyw. Feliksa Stramika[6].
- 1989 – maj, rozformowano strażnice WOP: Bliszczyce i Równe w batalionie GB WOP w Raciborzu[6].
- 1989 – 9 września brygada otrzymała nowy sztandar[6].
- 1989 – 1 listopada rozformowano strażnice WOP: Krzyżkowice i Pokrzywna, a ponownie sformowano strażnicę WOP Trzebina[l].
- 1989 – 1 listopada rozformowano bataliony graniczne GB WOP w: Żywcu i Prudniku[l][6].
- 1989 – 12 grudnia rozformowano strażnicę WOP Skrbeńsko w batalionie granicznym GB WOP w Cieszynie.
- 1990 – w brygadzie przestał istnieć wydział polityczny, a w jego miejsce powstał wydział wychowawczy[7].
- 1990 – marzec, odtworzono ponownie strażnicę WOP Wisła w batalionie GB WOP w Cieszynie[6].
- 1990 – 17 kwietnia rozformowano batalion graniczny GB WOP w Raciborzu im. „Bohaterów Powstań Śląskich”, strażnice przeszły w podporządkowanie bezpośrednio pod sztab GB WOP[m].
- 1990 – czerwiec, rozformowano kompanię remontowo-budowlaną w sztabie brygady[21] (d-ca kompanii – mjr Antoni Bławicki[n][35])
- 1990 – czerwiec, strażnice kadrowe „kierunku żywieckiego” włączono w struktury batalionu granicznego GB WOP w Cieszynie[36].
- 1991 – 13 marca Strażnica WOP Zawoja została przekazana Karpackiej Brygadzie WOP w Nowym Sączu[21].
- 1991 – 23 marca strażnice WOP: Jasienica Górna i Gościce zostały włączone w struktury Sudeckiego Batalionu WOP w Kłodzku[21].
- 1991 – 30 kwietnia rozformowano sztab brygady[36].

## Sąsiednie brygady
- Karpacka Brygada WOP ⇔ Sudecka Brygada WOP – 1.01.1958–07.1989
- Karpacka Brygada WOP ⇔ Sudecki Batalion WOP[37] – 08.1989–15.05.1991.

## Żołnierze brygady
Dowódcy brygady

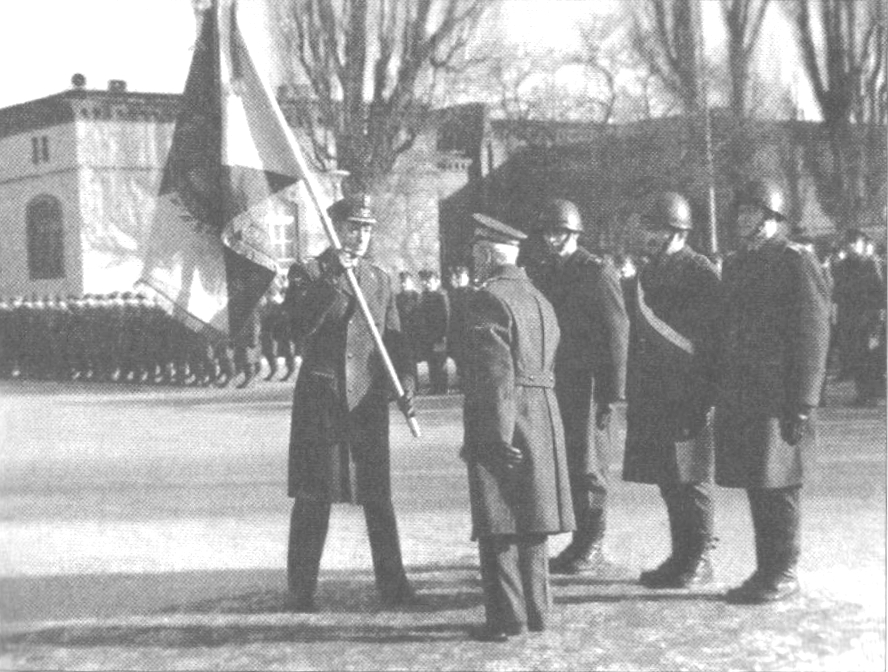
Przekazanie obowiązków dowódcy brygady przez gen. bryg. Bolesława Bonczara dla płk. Tadeusza Jagodzińskiego (20 stycznia 1989)

- gen. bryg. Bolesław Bonczar (2.09.1957–20.01.1989[5])
- płk dypl. Tadeusz Jagodziński (21.01.1989–15.05.1991[21]).

Kierownicy sekcji KRG
- kpt. Lewicki[38]
- mjr Jan Turski[38]
- ppłk Czesław Połacik[38]
- ppłk Józef Mosur[38]
- ppłk Jerzy Janicki[38].

Batalion odwodowy
- mjr Adamowicz
- mjr Antoni Dujanowicz p.o.[4]
- ppłk Eugeniusz Łukasiewicz[17]
- ppłk Tadeusz Protazy[39]

Szkoła podoficerska
- por. Stanisław Mika
- kpt. Michał Radziecki[40]
- kpt. Bronisław Kuzio
- mjr Paweł Grzybek – do 1967[4].

Żołnierze GB WOP wpisani do Honorowej Księgi Zasłużonych dla WOP
Żołnierzy GB WOP wpisanych do Honorowej Księgi Zasłużonych dla WOP podano za: Stefan Gacek: Górnośląska Brygada WOP. Rys historyczny 1945–1991. s. 63.
- gen. bryg. Bolesław Bonczar – d-ca Górnośląskiej Brygady WOP[41]
- płk Bolesław Cader – d-ca batalionu granicznego WOP Cieszyn
- płk Stefan Gacek – szef sztabu, z-ca d-cy brygady
- płk Paweł Grzybek – kierownik sekcji szkolenia brygady[42]
- ppłk Jerzy Janicki – z-ca szefa wydziału zwiadu brygady
- płk Mieczysław Matela – długoletni oficer aparatu politycznego brygady[43]
- płk Stanisław Mikulski – z-ca d-cy brygady ds. politycznych
- ppłk Bolesław Sowa – z-ca d-cy batalionu granicznego WOP Cieszyn ds. zwiadu
- mjr Jan Toma – d-ca strażnicy WOP Krzanowice[42]
- płk Zdzisław Wędrowczyk – z-ca szefa wydziału zwiadu brygady[44].

Oficerowie brygady
- Z tym tematem związana jest kategoria: Oficerowie Górnośląskiej Brygady WOP.